# برونو زوكوليني
برونو زوكوليني (2 أبريل 1993 الأرجنتين - ) هو لاعب كرة قدم أرجنتيني، يلعب كلاعب وسط.

## روابط خارجية
- برونو زوكوليني على موقع إي إس بي إن إف سي (الإنجليزية)
- برونو زوكوليني على موقع قاعدة بيانات كرة القدم.إي يو (الإنجليزية)
- برونو زوكوليني على موقع Soccerbase.com (لاعب) (الإنجليزية)
- برونو زوكوليني على موقع Soccerway.com (الإنجليزية)
- برونو زوكوليني على موقع عالم كرة القدم.نت (الإنجليزية)
- برونو زوكوليني على موقع AS.com (الإسبانية)